# Austrochloris dichanthioides
Austrochloris dichanthioides är en gräsart som först beskrevs av Everist, och fick sitt nu gällande namn av Michael Lazarides. Austrochloris dichanthioides ingår i släktet Austrochloris och familjen gräs. Inga underarter finns listade i Catalogue of Life.